# Braishfield
Braishfield est une paroisse civile et un village du Hampshire, en Angleterre.